# Leichtathletik-Europameisterschaften 1986/Stabhochsprung der Männer

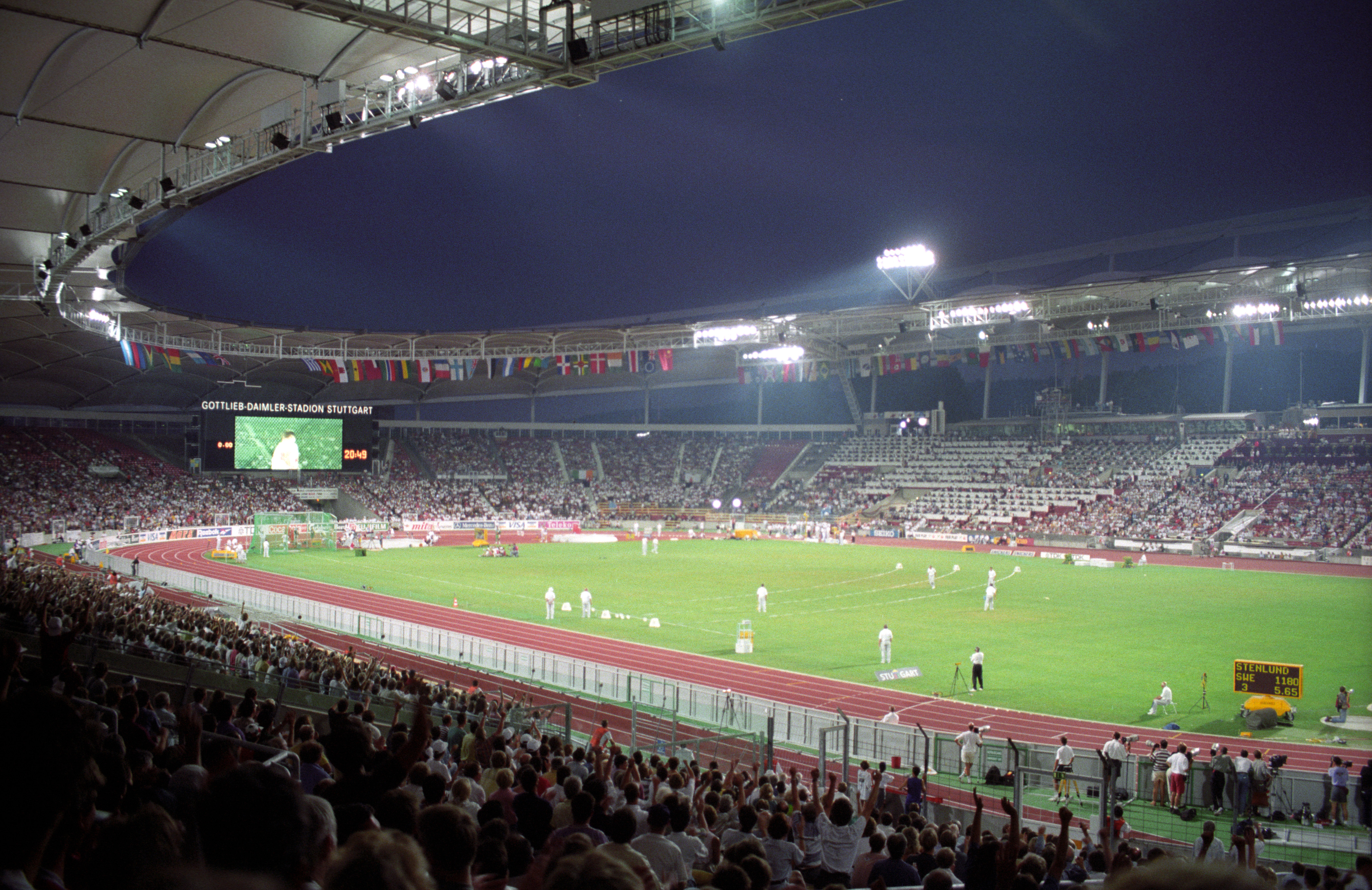
Das Stuttgarter Neckarstadion (heute MHPArena) bei den Leichtathletik-Weltmeisterschaften 1993

Der Stabhochsprung der Männer bei den Leichtathletik-Europameisterschaften 1986 wurde am 27. und 29. August 1986 im Stuttgarter Neckarstadion ausgetragen.
In diesem Wettbewerb gab es mit einem Doppelsieg durch ein Bruderpaar eine außergewöhnliche Besonderheit. Die beiden Athleten traten für die Sowjetunion an. Europameister wurde der amtierende Weltmeister und Weltrekordinhaber Serhij Bubka. Zweiter wurde Wassyl Bubka. Bronze ging an den Franzosen Philippe Collet.

## Rekorde

### Bestehende Rekorde
| Weltrekord           | 6,01 m | Serhij Bubka      | Moskau, Sowjetunion (heute Russland) | 8. Juli 1986      |
| Europarekord         | 6,01 m | Serhij Bubka      | Moskau, Sowjetunion (heute Russland) | 8. Juli 1986      |
| Meisterschaftsrekord | 5,60 m | Alexander Krupski | EM Athen, Griechenland               | 9. September 1982 |
| Meisterschaftsrekord | 5,60 m | Wladimir Poljakow | EM Athen, Griechenland               | 9. September 1982 |
| Meisterschaftsrekord | 5,60 m | Atanas Tarew      | EM Athen, Griechenland               | 9. September 1982 |

### Rekordverbesserung
Der sowjetische Europameister Serhij Bubka verbesserte den bestehenden EM-Rekord im Finale am 26. August um fünfzehn Zentimeter auf 5,85 m. Zu seinem eigenen Welt- und Europarekord fehlten ihm sechzehn Zentimeter.

## Legende
Kurze Übersicht zur Bedeutung der Symbolik – so üblicherweise auch in sonstigen Veröffentlichungen verwendet:
| CR  | Championshiprekord    |
| NM  | keine Höhe (no mark)  |
| ogV | ohne gültigen Versuch |

## Qualifikation
26. August 1986, 18:15 Uhr
Zwanzig Wettbewerber traten in zwei Gruppen zur Qualifikationsrunde an. Zehn von ihnen (hellblau unterlegt) übertrafen die Qualifikationshöhe für den direkten Finaleinzug von 5,50 m. Damit war die Mindestzahl von zwölf Finalteilnehmern nicht erreicht. Das Finalfeld wurde mit den drei nächstplatzierten Sportlern aufgefüllt, die 5,40 m überquert hatten (hellgrün unterlegt). So gingen zwei Tage darauf insgesamt dreizehn Stabhochspringer ins Finale.

## Gruppe A
| Platz | Name                    | Nation           | Höhe (m) |
| ----- | ----------------------- | ---------------- | -------- |
| 1     | Serhij Bubka            | Sowjetunion      | 5,50     |
| 1     | Zdeněk Lubenský         | Tschechoslowakei | 5,50     |
| 1     | Philippe Collet         | Frankreich       | 5,50     |
| 4     | Wassyl Bubka            | Sowjetunion      | 5,50     |
| 5     | Stanimir Pentschew      | Bulgarien        | 5,50     |
| 6     | Christiaan Leeuwenburgh | Niederlande      | 5,40     |
| 6     | Asko Peltoniemi         | Finnland         | 5,40     |
| 8     | Jürgen Winkler          | BR Deutschland   | 5,30     |
| 9     | Hermann Fehringer       | Österreich       | 5,30     |
| NM    | Alberto Ruiz            | Spanien          | ogV      |

## Gruppe B
| Platz | Name             | Nation           | Höhe (m) |
| ----- | ---------------- | ---------------- | -------- |
| 1     | Thierry Vigneron | Frankreich       | 5,50     |
| 1     | Atanas Tarew     | Bulgarien        | 5,50     |
| 3     | František Jansa  | Tschechoslowakei | 5,50     |
| 3     | Kimmo Kuusela    | Finnland         | 5,50     |
| 3     | Nikolaj Nikolow  | Bulgarien        | 5,50     |
| 6     | Serge Ferreira   | Frankreich       | 5,40     |
| 7     | Bernhard Zintl   | BR Deutschland   | 5,20     |
| NM    | Rodion Gataullin | Sowjetunion      | ogV      |
| NM    | Javier García    | Spanien          | ogV      |
| NM    | Andy Ashurst     | Großbritannien   | ogV      |

## Finale

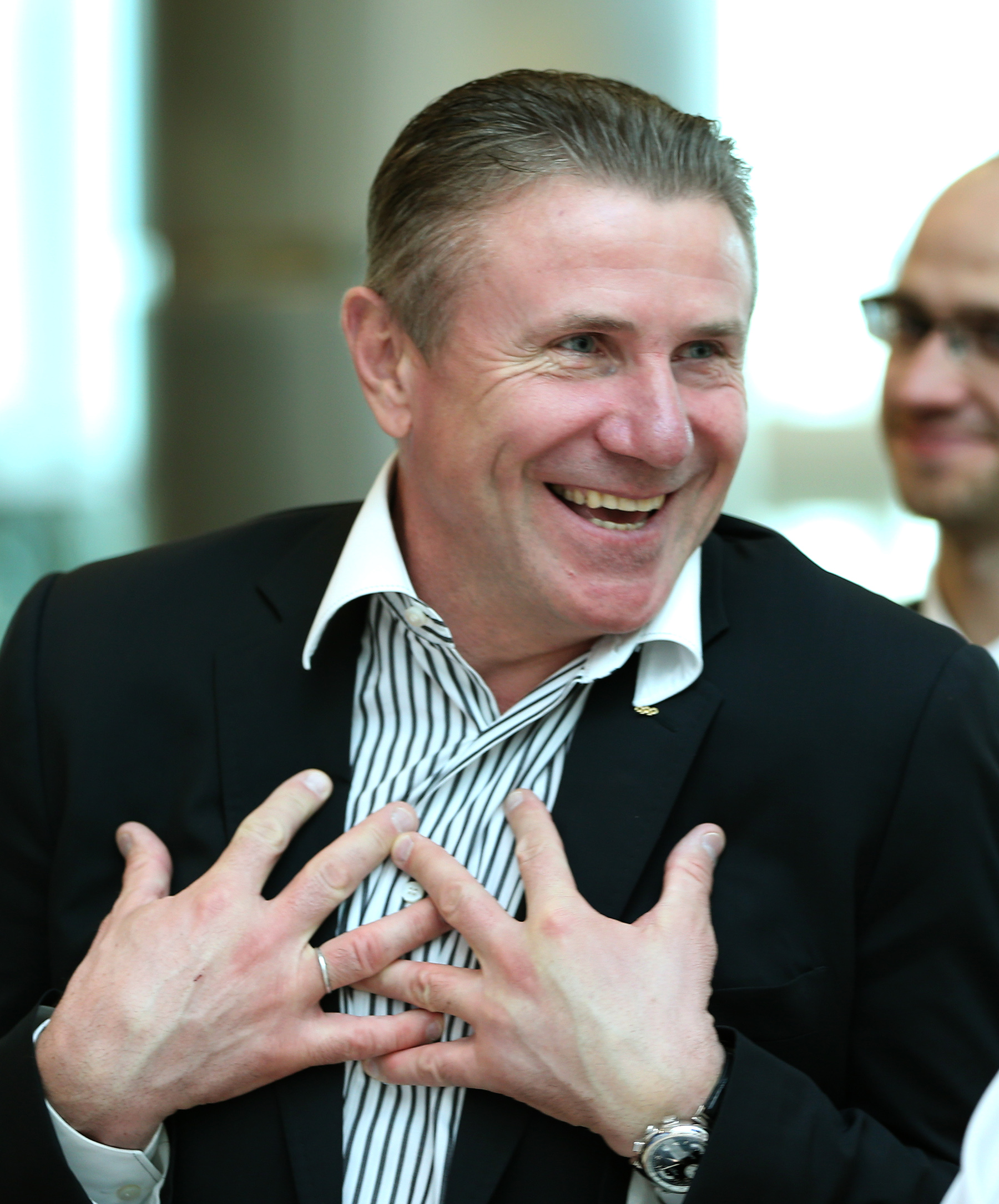
Der amtierende Weltmeister und Weltrekordinhaber Serhij Bubka (hier im Jahr 2013) errang seinen ersten und einzigen EM-Titel – er wurde noch fünf Mal Weltmeister und im Jahr 1988 Olympiasieger
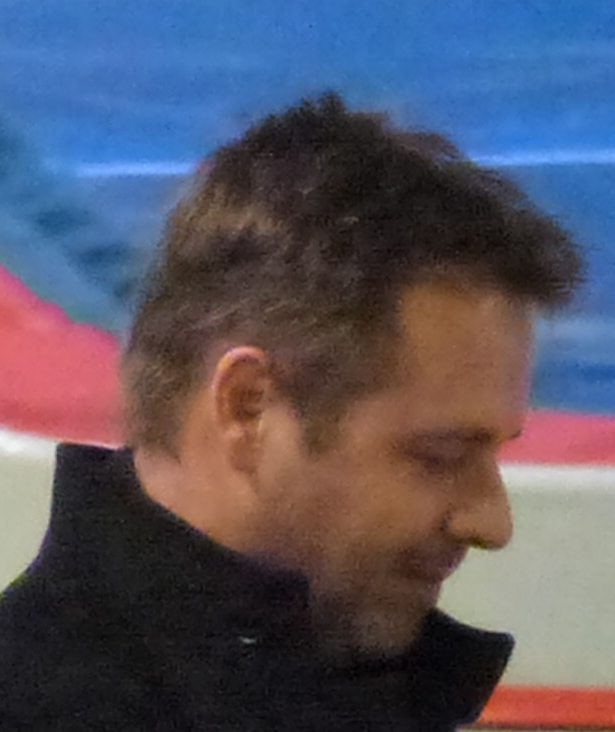
Bronzemedaillengewinner Philippe Collet (hier im Jahr 2012)
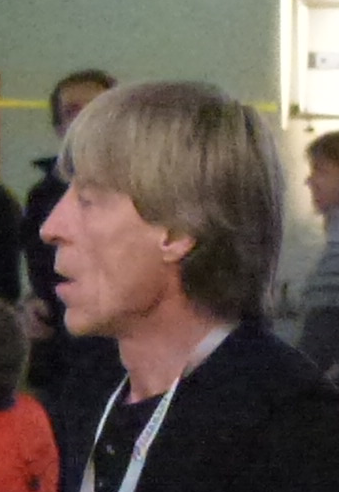
Thierry Vigneron blieb in diesem Finale ohne gültigen Versuch

29. August 1986, 16:30 Uhr
| Platz | Name                    | Nation           | Höhe (m) |
| ----- | ----------------------- | ---------------- | -------- |
| 1     | Serhij Bubka            | Sowjetunion      | 5,85 CR  |
| 2     | Wassyl Bubka            | Sowjetunion      | 5,75000  |
| 3     | Philippe Collet         | Frankreich       | 5,75000  |
| 4     | Atanas Tarew            | Bulgarien        | 5,70000  |
| 5     | Kimmo Kuusela           | Finnland         | 5,55000  |
| 6     | Zdeněk Lubenský         | Tschechoslowakei | 5,55000  |
| 7     | Stanimir Pentschew      | Bulgarien        | 5,55000  |
| 8     | Serge Ferreira          | Frankreich       | 5,35000  |
| 9     | František Jansa         | Tschechoslowakei | 5,35000  |
| 9     | Nikolaj Nikolow         | Bulgarien        | 5,35000  |
| 11    | Christiaan Leeuwenburgh | Niederlande      | 5,25000  |
| 12    | Asko Peltoniemi         | Finnland         | 5,25000  |
| NM    | Thierry Vigneron        | Frankreich       | ogV000   |

## Videolinks
- 433 European Track and Field 1986 Pole Vault Men Sergei Bubka, www.youtube.com, abgerufen am 14. Dezember 2022
- 411 European Track and Field 1986 Pole Vault Men Philippe Collet, www.youtube.com, abgerufen am 14. Dezember 2022